# Amir Rrahmani
Amir Kadri Rrahmani (* 24. Februar 1994 in Pristina, BR Jugoslawien, heute Kosovo) ist ein albanisch-kosovarischer Fußballspieler. Der Innenverteidiger steht seit August 2020 beim SSC Neapel unter Vertrag.

## Karriere

### Verein
Bis Juli 2013 spielte Rrahmani für KF Drenica. Davor war er für sämtliche Jugendmannschaften des Vereins aktiv. Es folgte der Wechsel zu FK Partizani Tirana, wo er bis Juli 2015 unter Vertrag stand. Im Juli 2015 wechselte er nach Kroatien zu RNK Split. Der Verein zahlte eine Ausbildungsentschädigung in Höhe von 70.000 Euro an FK Partizani Tirana. Ende August 2016 verpflichtete ihn Dinamo Zagreb, lieh ihn aber umgehend an Lokomotiva Zagreb aus. Im Sommer 2017 kehrte er zu Dinamo zurück und wurde 2018 Kroatischer Meister mit seiner Mannschaft. Im Juni 2019 wechselte er zu Hellas Verona. Am 20. Januar 2020 wechselte Rrahmani zum SSC Neapel für 14 Millionen Euro, wurde aber bis zum Ende der Saison 2019/20 an Hellas Verona zurückgeliehen.

### Nationalmannschaft
Von 2013 bis 2016 bestritt Amir Rrahmani neun Länderspiele für die Albanien U-21. Am 21. Mai 2014 kam er im inoffiziellen Testspiel gegen den Senegal erstmals für den Kosovo zum Einsatz. Sein erstes Länderspiel für die Albanische Fußballnationalmannschaft gab er im Testspiel am 8. Juni 2014 in Serravalle gegen San Marino, welches mit 3:0 gewonnen werden konnte.
2016 entschied er sich endgültig für den Kosovo zu spielen. Im ersten Pflichtspiel seines Landes stand er gegen Finnland in der Startelf.

## Erfolge
Dinamo Zagreb
- Kroatischer Meister (2): 2018, 2019
- Kroatischer Pokalsieger: 2018

SSC Neapel
- Italienischer Meister (2): 2023, 2025